# Bibong-myeon, Cheongyang-gun
Bibong-myeon (koreanska: 비봉면) är en socken i Sydkorea.  Den ligger i kommunen Cheongyang-gun i provinsen Södra Chungcheong, i den centrala delen av landet, 120 km söder om huvudstaden Seoul.